# TV SLO 1
TV SLO 1 es el primer canal de televisión público de Eslovenia, perteneciente a RTV SLO. Su programación es generalista.

## Historia
El canal inició emisiones como Televizija Ljubljana el 28 de noviembre de 1958, formando parte de JRT.
El canal tuvo un rápido desarrollo, ya que en su primera década, RTV Liubliana quiso ampliar su cobertura para toda Eslovenia. A mediados de la década de 1960, el acceso a la televisión aumentó rápidamente.
En 1961, se solicitó a TV Ljubljana que emitiera una versión doblada de Dnevnik, informativo de la JRT que era producido en Belgrado. El informativo en esloveno se emitió por primera vez el 15 de abril de 1968, con el objetivo de consolidar la identidad y el idioma esloveno. 
En 1970 el canal empezó a emitir desde el transmisor Krim. Las emisiones de televisión en color se implementaron en 1974.
En 1984 se lanzó el servicio de teletexto, siendo uno de los medios de comunicación eslovenos más vistos en la actualidad.
En 1991 el canal adoptó su actual denominación.
Desde 2008 emite en HD y en 2012 el canal adoptó su actual imagen corporativa.
En enero de 2025, TV SLO 1 redujo la emisión de publicidad controvertida relacionada con la teletienda, incluyendo la de suplementos alimenticios, en aproximadamente un 70 %. Esta medida se produjo tras la supresión de dichos anuncios en Radio Val 202 y TV SLO 2 y también por las quejas de los espectadores.

## Imagen corporativa

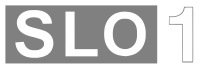
1992 - 1997
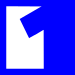
1997 - 2000
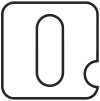
2000 - 2007
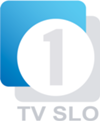
2007 - 2012
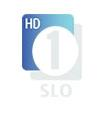
2007 - 2012 (Logo en HD)
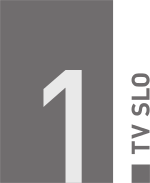
Desde 2012